# フレデリック・H・バテル
フレデリック・ハワード・バテル（Frederick Howard Buttel, 1948年10月15日 – 2005年1月14日）は、アメリカ合衆国の農村社会学者。ウィスコンシン大学マディソン校の教授を務める。環境社会学への貢献においても有名。

## 経歴
バテルは北西部イリノイ州の酪農農家に生まれた。父は農民、母は学校の教師だった。バテルはウィスコンシン大学マディソン校で1972年に社会学の修士号を取得する。エール大学では、林業と環境学の修士号を取得し、そしてまた母校に戻り、社会学の博士号を取得する。彼はミシガン州立大学とコーネル大学で生物学と社会学の教鞭をとった。また、専門誌"Research in Rural Sociology and Development"の編集者であり、専門誌"Society & Natural Resources"の共同編集者を務めている。バテルの研究領域は4つの領域に集中している。農村社会学、環境社会学、農業の技術的変化、環境と農業に関する国家的・世界的な行動主義。

## 著書
- Rural Sociology of the Advanced Societies (1980)
- Labor and the Environment (1984)
- The Sociology of Agriculture (1990)　（河村能夫, 立川雅司[訳]『農業の社会学: アメリカにおける形成と展開』ミネルヴァ書房, 2013年 ISBN 978-4623066865）
- Toward a New Political Economy of Agriculture (1991)
- Hungry for Profit: The Agribusiness Threat to Farmers, Food, and the Environment (2000)
- Environment and Global Modernity (2000)
- Environment, Energy, and Society: A New Synthesis (2001)
- Sociological Theory and Environment (2002)
- New Directions in the Sociology of Global Development, Volume 11 (2005)
- Governing Environmental Flows: Global Challenges to Social Theory (2006)